# تمير أسود
التمير الأسود (الاسم العلمي: Leptocoma sericea) هو طائر ينتمي إلى تمير (فصيلة: التمير)